# Ken Block
Pour les articles homonymes, voir Block.
Kenneth Paul Block, dit Ken Block, né le 21 novembre 1967 à Long Beach (Californie) et mort le 2 janvier 2023 à Wasatch (Utah),, est un homme d'affaires et pilote de rallye professionnel américain. 
Il a pratiqué des sports extrêmes tels que le skateboard, le moto-cross et le snowboard. Il est aussi connu pour ses vidéos de gymkhana dans lesquelles il exécute notamment des figures de drift au volant de véhicules de compétition.
Il meurt le 2 janvier 2023 des suites d‘un accident de motoneige dans l’Utah.

## Biographie

### DC Shoes
Ken Block est l'un des cofondateurs de DC Shoes au début des années 1990, marque dont il a été président avec Damon Way. Pour faire connaître sa marque, il réalise des vidéos intitulées « Gymkhana » largement diffusées sur internet. En mars 2004, la marque est rachetée par Quiksilver pour la somme de 87 millions de dollars.

### Engagements sportifs divers
Ken Block a participé à de nombreuses épreuves sportives telles que les X Games. Il pratiquait à côté de cela et à haut niveau le rallycross, le skateboard, le snowboard et le moto-cross.
Il s’est fait connaître du grand public en réalisant et en publiant sur YouTube une série de vidéos intitulées « Gymkhana » dans lesquelles il réalise des figures incluant des cascades et du drift au volant de ses voitures de rallye. Le dixième et dernier épisode de la série avant son remplacement par Travis Pastrana est publié en 2018. En octobre 2022 sort Electrikhana. L’épisode se déroule dans les rues de Las Vegas, où Ken Block effectue drifts et cascades à bord d’une Audi S1 e-tron Quattro, nommée la Hoonitron et conçue seulement pour l’épisode. La conception de celle-ci aurait coûté pas moins de 12 millions de dollars américains à la marque aux anneaux.

### Participation àPikes Peak
En 2017, Ken Block publie sur YouTube « Climbkhana: Pikes Peak ». Il la réalise avec sa Ford Mustang RTR 1965 « Hoonicorn ». Elle est équipée d’un Twin-turbo, développant 1 400 ch.
Le 16 mai 2022, il annonce participer au Pikes Peak International Hill Climb à bord d’une Porsche 911 de 1 400 ch, la «Hoonipigasus». Il déclare forfait pour la course à la suite d'un problème moteur.

### Championnat du monde des rallyes
Ken Block commence le rallye en 2005 à l'âge de 37 ans, dans le championnat américain de rallye. Le titre de Rookie Of The Year lui est décerné à la fin de cette saison. Il a été pilote de la Subaru Team Rallye USA jusqu'en 2009. En 2010, il participe au Championnat du monde des rallyes WRC au volant d'une Ford Focus RS préparée par la structure anglaise M-Sport, au sein d'une équipe montée autour de lui : le Monster World Rally Team, sponsorisé par Monster Energy. Ses débuts sont modestes mais, lors du Rallye de Catalogne, en octobre, il marque ses deux premiers points au championnat Pilotes en terminant 9e de l'épreuve.
Il conserve son programme en 2011, mais ne dispute toujours pas la saison complète. Violemment accidenté lors du shakedown du Rallye du Portugal, il doit faire l'impasse sur cette course.
Il ne participe qu'à trois courses pour le championnat du monde des rallyes 2012 : Mexique, Nouvelle-Zélande et Finlande. La même année, il participe au récemment créé championnat du Global RallyCross aux États-Unis. Il dispute l'intégralité des six manches et parvient à accéder une fois au podium lors de la manche des X-Games, à Los Angeles, en juillet en se classant second derrière Sébastien Loeb.
En 2013, Ken Block prévoit de participer de nouveau à trois rallyes WRC. Lors du Rallye du Mexique, il réalise la meilleure performance de sa carrière en WRC en terminant 7e au classement général. Il dispute en parallèle le championnat Rally America où il est inscrit aux sept épreuves de la saison. Ken Block a comme objectif avoué en début de saison de gagner le championnat 2013. Il remporte sa première victoire lors du Susquehannock Trail Performance Rally (le STPR), disputé en Pennsylvanie au mois de juin. Malgré deux autres victoires acquises dans la foulée, il ne parvient pas à réaliser son objectif : le mannois David Higgins remporte le championnat des États-Unis pour la cinquième fois, Block terminant dauphin, après avoir déjà été vice-champion en 2006 et 2008.
Ken Block dévoile son calendrier pour 2014 en février: il participera au Rallye de Catalogne en WRC, à deux épreuves du championnat Rally America, au championnat de Global Rallycross, et à trois épreuves du Championnat du monde de rallycross.
La première course à laquelle il participe cette année est le 100 Acre Wood Rally, dans le Missouri. Ken Block remporte cette épreuve pour la 7e fois devançant Travis Pastrana et Adam Yeoman.

### Championnat du monde de rallycross FIA
En 2016, Ken Block annonce sa participation complète au Championnat du monde de rallycross (World RX) avec son équipe Hoonigan Racing Division soutenue officiellement par Ford. Il utilise une toute nouvelle Ford Focus RS RX développée par Ford et M-Sport en remplacement de la Ford Fiesta ST. Sa première moitié de saison est décevante avec un seul podium réalisé lors de la manche d'Hockenheim, ce qui contraste avec les résultats de son coéquipier Andreas Bakkerud (deux victoires). Il termine la saison à la treizième place.
Il enchaîne en 2017 sa deuxième saison complète en World RX avec la même voiture et la même équipe. Il ne parvient pas à décrocher de podium, et ses performances sont en retrait par rapport aux meilleurs pilotes du championnat. Block arrête le World RX à la fin de l'année 2017 à la suite du retrait surprise de Ford de la discipline, mais n'exclut par un retour lorsque la catégorie électrique sera créée à l'horizon 2020.

### Americas Rallycross
Ken Block retrouve la piste en 2018 avec la création du nouveau championnat américain de rallycross Americas Rallycross. Il retrouve son équipe Hoonigan Racing et s'associe avec le pilote canadien Steve Arpin (en). Les Ford Focus RS RX restent les voitures utilisées par l'équipe.

### Jeux vidéo
Ken Block a été très présent dans les jeux vidéo automobile depuis son ascension. Il est présent dans la série de jeux de rally Dirt, développé par Codemasters, avec son véhicule sur la jaquette de Colin McRae: Dirt 2, Dirt 3 et Dirt: Showdown.
Par la suite, Ken Block fait un partenariat avec la série automobile arcade de l’éditeur EA Games, Need for Speed développé par Ghost Games Studio. Il a contribué à Need for Speed Rivals, Need for Speed (2015), Need for Speed No Limits, dont il a fait la promotion à travers différentes vidéos.
Enfin, Ken Block s'est tourné vers la franchise Forza Motorsport du studio britannique Turn 10, avec la série Forza Horizon. Il est dans le quatrième opus sorti en septembre 2018, puis dans le cinquième sorti en novembre 2021, dans lesquels les dernières voitures de Gymkhana 10 sont jouables.

### Vie privée
Ken Block a été marié à Lucy Block (Jones). Il est le père de trois enfants, dont Lia Block. Il a habité dans la ville de Park City dans l'Utah aux États-Unis dans laquelle est installé le quartier général de Hoonigan Racing, anciennement appelé Monster World Rally Team.

### Mort
Ken Block meurt le 2 janvier 2023 à l'âge de 55 ans dans un accident de motoneige dans l'Utah. Il conduisait parmi un groupe mais s'est retrouvé seul sur une pente très raide. Son engin s'est alors renversé et a atterri sur lui. Le pilote est déclaré mort sur les lieux de l'accident. La famille du rallye-cross et l'équipe Hoonigan lui ont rendu hommage.

## Résultats

### Résultats enRally America
| Couleur | Résultat                                                         |
| ------- | ---------------------------------------------------------------- |
| Or      | Vainqueur                                                        |
| Argent  | 2e place                                                         |
| Bronze  | 3e place                                                         |
| Vert    | Classé, dans les points                                          |
| Bleu    | Classé, hors des points Non classé (Nc.)                         |
| Mauve   | Abandon (Ab.) Retrait (Re.)                                      |
| Noir    | Disqualifié (Dq.)                                                |
| Blanc   | N'a pas pris le départ (Np.) Forfait (Forf.) Épreuve annulée (A) |
| Aucune  | N'a pas participé (-)                                            |

| Année | Voiture Catégorie                        | 1       | 2       | 3       | 4       | 5       | 6       | 7       | 8       | 9       | Classement | Points |
| ----- | ---------------------------------------- | ------- | ------- | ------- | ------- | ------- | ------- | ------- | ------- | ------- | ---------- | ------ |
| 2005  | Subaru Impreza WRX STi Groupe N          | SNO 5   | ORE 7   | SUS 3   | PIK 4   | MAI 3   | OJI Ret | COL 4   | LSP 3   |         | 4e         | 65     |
| 2006  | Subaru Impreza WRX STi Open              | SNO 3   | ACR 1   | ORE 3   | SUS Ret | MAI 11  | OJI Ret | COL Ret | LSP 1   | WIL 3   | 2e         | 90     |
| 2007  | Subaru Impreza WRX STi Open              | SNO 6   | ACR 1   | ORE 2   | OLY 4   | SUS Ret | NEW 3   | OJI 2   | COL 1   | LSP Ret | 3e         | 109    |
| 2008  | Subaru Impreza WRX STi Open              | SNO 5   | ACR 1   | OLY 1   | ORE Ret | SUS Ret | NEW Ret | OJI Ret | COL 5   | LSP 1   | 2e         | 86     |
| 2009  | Subaru Impreza WRX STi Open/ Super Prod. | SNO Ret | ACR 1   | OLY Ret | ORE Ret | SUS 1   | NEW 2   | OJI Ret | COL Ret | LSP 3   | 4e         | 80     |
| 2010  | Ford Fiesta 2009 Open                    | SNO Ret | ACR 1   | OLY Ret | ORE Ret | SUS Ret | NEW Ret |         |         |         | 12e        | 27     |
| 2012  | 2012 Ford Fiesta H.F.H.V Open            | SNO -   | ACR 1   | ORE -   | SUS -   | NEW -   | OLY 1   |         |         |         | 4e         | 44     |
| 2013  | 2012 Ford Fiesta H.F.H.V Open            | SNO 6   | ACR Ret | ORE 2   | SUS 1   | NEW 1   | OJI 1   | LSP Ret |         |         | 2e         | 93     |
| 2014  | 2012 Ford Fiesta H.F.H.V Open            | SNO -   | ACR 1   | ORE -   | SUS     | WHC -   | NEW -   | OJI -   | LSP -   |         |            |        |

### Résultats en WRC

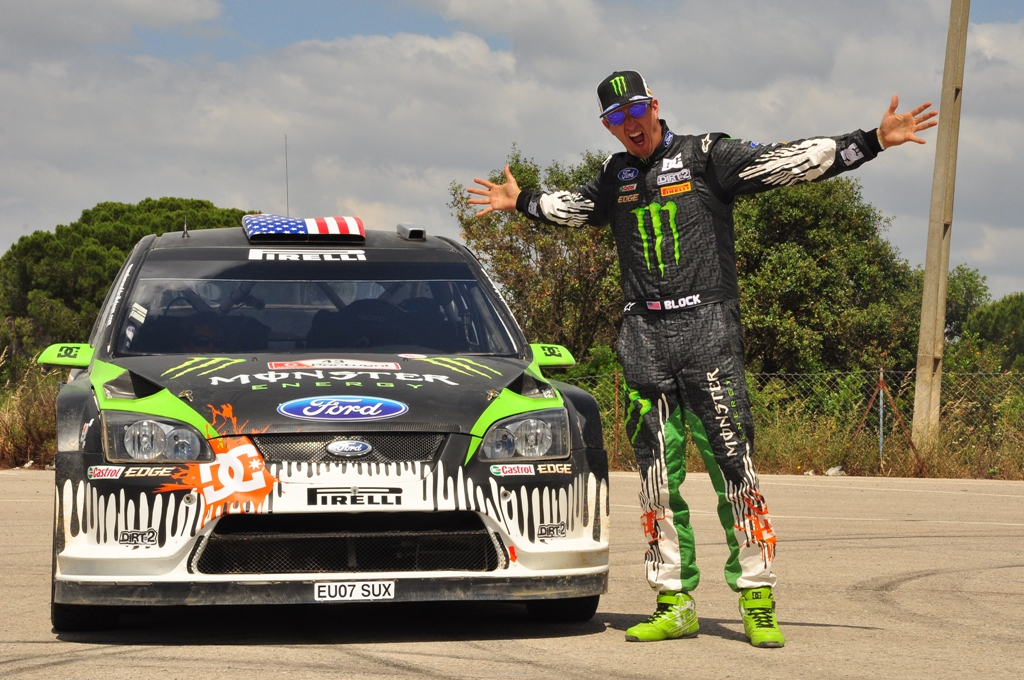
Ken Block au rallye du Portugal 2010.

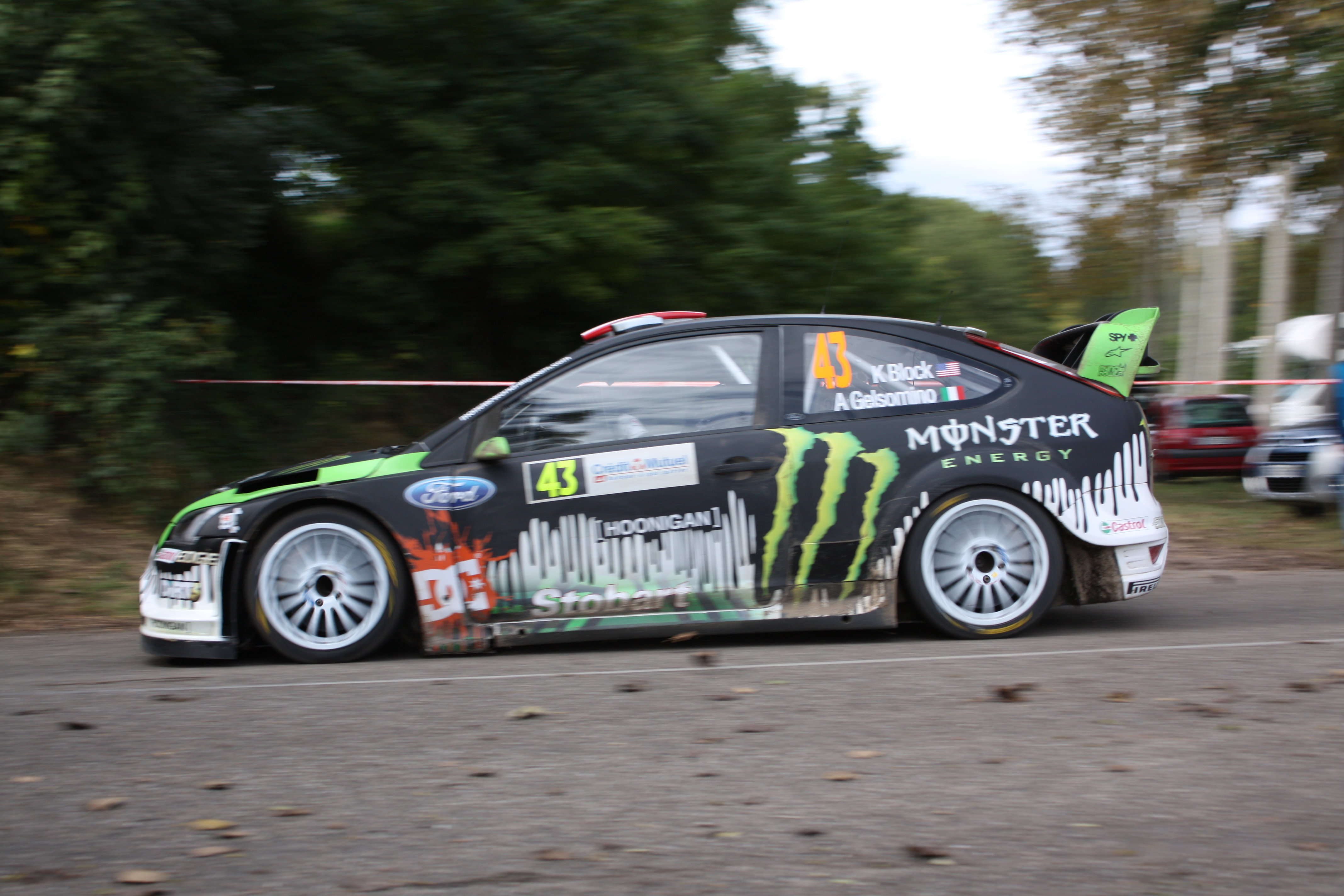
Ken Block au Rallye de France 2010.

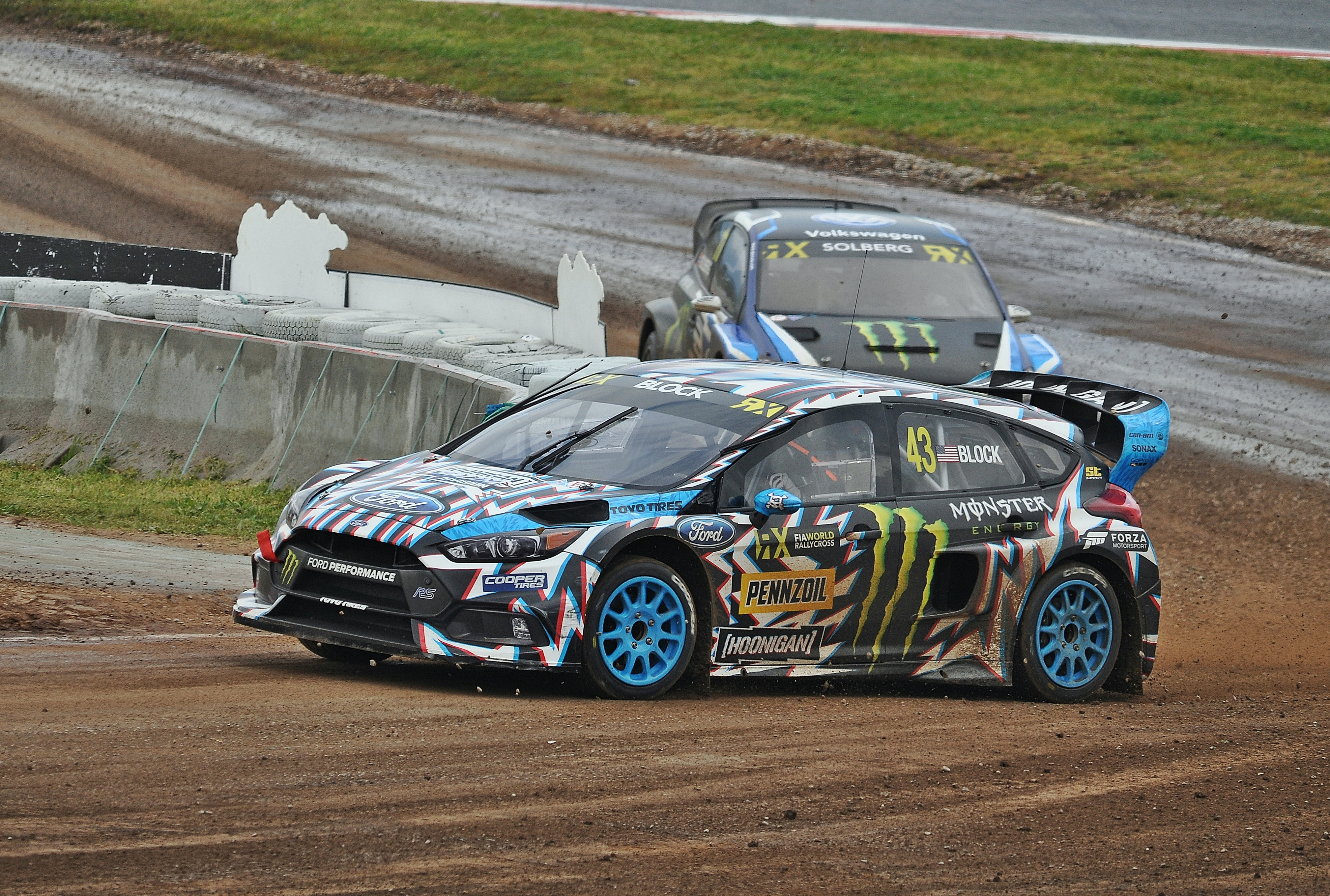
Ken Block et sa Ford Focus RS RX pendant le Championnat du monde de rallycross FIA 2017.

| Année | Équipe                   | Voiture                | 1   | 2   | 3   | 4   | 5   | 6   | 7   | 8   | 9   | 10  | 11  | 12  | 13  | 14  | 15  | 16  | Classement | Points |
| ----- | ------------------------ | ---------------------- | --- | --- | --- | --- | --- | --- | --- | --- | --- | --- | --- | --- | --- | --- | --- | --- | ---------- | ------ |
| 2007  | Ken Block                | Subaru Impreza WRX STI | MON | SUE | NOR | MEX | POR | ARG | ITA | GRE | FIN | ALL |     |     |     |     |     |     | NC         | 0      |
| 2007  | Ken Block                | Subaru Impreza WRX STI | -   | -   | -   | 28  | -   | -   | -   | -   | -   | -   |     |     |     |     |     |     | NC         | 0      |
| 2007  | Rally FaNZ               | Subaru Impreza WRX STI |     |     |     |     |     |     |     |     |     |     | NZL | ESP | FRA | JPN | IRL | GBR | NC         | 0      |
| 2007  | Rally FaNZ               | Subaru Impreza WRX STI | 56  | -   | -   | -   | -   | -   |     |     |     |     |     |     |     |     |     |     | NC         | 0      |
| 2008  | Subaru Rally Team USA    | Subaru Impreza WRX STI | MON | SUE | MEX | ARG | JOR | ITA | GRE | TUR | FIN | ALL | NZL | ESP | FRA | JPN | GBR |     | NC         | 0      |
| 2008  | Subaru Rally Team USA    | Subaru Impreza WRX STI | -   | -   | -   | -   | -   | -   | -   | -   | -   | -   | 30  | -   | -   | -   | -   |     | NC         | 0      |
| 2010  | Monster World Rally Team | Ford Focus RS WRC 08   | SUE | MEX | JOR | TUR | NZL | POR | BUL | FIN | ALL | JPN | FRA | ESP | GBR |     |     |     | 23e        | 2      |
| 2010  | Monster World Rally Team | Ford Focus RS WRC 08   | -   | 18  | -   | 24  | -   | Ret | -   | -   | Ret | -   | 12  | 9   | 21  |     |     |     | 23e        | 2      |
| 2011  | Monster World Rally Team | Ford Fiesta RS WRC     | SUE | MEX | POR | JOR | ITA | ARG | GRE | FIN | ALL | AUS | FRA | ESP | GBR |     |     |     | 22e        | 6      |
| 2011  | Monster World Rally Team | Ford Fiesta RS WRC     | 14  | 12  | Ret | -   | -   | 18  | -   | -   | 17  | 19  | 8   | Ab  | 9   |     |     |     | 22e        | 6      |
| 2012  | Monster World Rally Team | Ford Fiesta RS WRC     | MON | SUE | MEX | POR | ARG | GRE | NZL | FIN | ALL | GBR | FRA | ITA | ESP |     |     |     | 26e        | 4      |
| 2012  | Monster World Rally Team | Ford Fiesta RS WRC     | -   | -   | 9   | -   | -   | -   | 9   | Ab  | -   | -   | -   | -   | -   |     |     |     | 26e        | 4      |
| 2013  | Hoonigan Racing Division | Ford Fiesta RS WRC     | MON | SUE | MEX | POR | ARG | GRE | ITA | FIN | ALL | AUS | FRA | ESP | GBR |     |     |     | 20e        | 6      |
| 2013  | Hoonigan Racing Division | Ford Fiesta RS WRC     | -   | -   | 7   | -   | -   | -   | -   | -   | -   | -   | -   | -   | -   |     |     |     | 20e        | 6      |

### Résultats en Championnat du monde de rallycross FIA

#### Supercar
| Année | Equipe                   | Voiture        | 1      | 2      | 3      | 4      | 5      | 6      | 7      | 8     | 9      | 10     | 11      | 12     | WRX  | Points |
| ----- | ------------------------ | -------------- | ------ | ------ | ------ | ------ | ------ | ------ | ------ | ----- | ------ | ------ | ------- | ------ | ---- | ------ |
| 2014  | Hoonigan Racing Division | Ford Fiesta ST | POR    | GBR    | NOR 3  | FIN    | SUE    | BEL    | CAN    | FRA 4 | ALL    | ITA    | TUR DNP | ARG    | 16th | 32     |
| 2016  | Hoonigan Racing Division | Ford Focus RS  | POR 18 | HOC 3  | BEL 19 | GBR 14 | NOR 14 | SUE 13 | CAN 10 | FRA 6 | BAR 16 | LET 16 | ALL 12  | ARG 15 | 13th | 63     |
| 2017  | Hoonigan Racing Division | Ford Focus RS  | BAR 9  | POR 11 | HOC 11 | BEL 8  | GBR 7  | NOR 8  | SUE 9  | CAN 9 | FRA 7  | LET 14 | ALL 14  | AFS 8  | 9th  | 112    |